# Liste der brasilianischen Botschafter in Algerien
Die brasilianische Regierung erkannte die Unabhängigkeit der algerischen Regierung 1962 an und hatte ab 1963 einen Vertreter in 48, boulevard Mohamed V (bis 1962 boulevard Saint Saëns) in Algier. Seit 1963 war die brasilianische Regierung Mieter eines Anwesens, das sie 1984 erwarb und seither die Adresse der Ambassade du Brèsil 55 bis, Chemin Cheikh Bachir El-Ibrahimi, ist.
| Ernannt/Akkreditiert | Name                                | Bemerkungen | ernannt von                          | akkreditiert bei       | Posten verlassen |
| -------------------- | ----------------------------------- | --- | ------------------------------------ | ---------------------- | ---------------- |
| 1962                 | Isócrates de Oliveira               | Geschäftsträger, (* 9. August 1922 in Pirenópolis; † 11. Juni 1999 ebenda) | Jânio Quadros                        | Ferhat Abbas           | 1963             |
| 1. Juli 1963         | Roberto Luiz Assumpção de Araújo    | 1962: Mitglied der brasilianischen Delegation zur Abrüstungskonferenz der Vereinten Nationen in Genf. 1964 Vertreter der brasilianischen Regierung bei den Feierlichkeiten zum einjährigen Jubiläum der Unabhängigkeit von Sambia in Lusaka. Von 1966 bis 1968 Botschafter in Prag. Von 1968 bis 1972 Botschafter in Damaskus, ab 1969 auch bei der Regierung in Bagdad akkreditiert. | Jânio Quadros                        | Ahmed Ben Bella        | 28. Sep. 1966    |
| 1966                 | José Murillo de Carvalho            | Geschäftsträger (* 1939), Mitglied der Academia Brasileira de Letras. Doktor der Harvard University | Humberto Castelo Branco              | Houari Boumedienne     |                  |
| 16. Nov. 1966        | José Jobim                          | Botschafter | Humberto Castelo Branco              | Houari Boumedienne     | 17. Okt. 1968    |
| 1968                 | Carlos Felipe Alvea Saldanha        | Geschäftsträger | Artur da Costa e Silva               | Houari Boumedienne     |                  |
| 15. Nov. 1968        | Paulo Leâo de Moura                 | Botschafter | Artur da Costa e Silva               | Houari Boumedienne     | 18. Aug. 1971    |
| 1971                 | Mauricio Carneiro Magnavita         | Geschäftsträger | Aurélio de Lira Tavares              | Houari Boumedienne     |                  |
| 1972                 | Márico Paulo de Oliveira Dias       | Geschäftsträger | Aurélio de Lira Tavares              | Houari Boumedienne     |                  |
| 27. Juli 1973        | David Silveira da Mota Júnior       | David Silveira da Mota Jr. | Aurélio de Lira Tavares              | Houari Boumedienne     | 1976             |
| 1977                 | Ronald Leslie Moraes Small          | | Ernesto Geisel                       | Houari Boumedienne     | 1979             |
| 3. Nov. 1979         | Doutor Hélio Beltrão                | | João Baptista de Oliveira Figueiredo | Chadli Bendjedid       |                  |
| 1994                 | Mauro Mendes de Azeredo             | | Itamar Franco                        | Liamine Zéroual        | 1999             |
| 1. Nov. 2005         | Isnard Penha Brasil Junior          | 2003: Botschafter in Saudi-Arabien, Jemen, | Luiz Inácio Lula da Silva            | Abd al-Aziz Bouteflika |                  |
| 15. Okt. 2003        | Sérgio França Danese                | (* 22. Dezember 1954) Sohn von Irene França Vieira Danese und Demétrio Vieira Danese | Luiz Inácio Lula da Silva            | Abd al-Aziz Bouteflika | 2010             |
| Aug. 2009            | Henrique da Silveira Sardinha Pinto | Vom 6. Juni bis 31. Dezember 2005 Vorsitzender der UN-Vollversammlung. | Luiz Inácio Lula da Silva            | Abd al-Aziz Bouteflika |                  |
| 26. Juni 2013        | Eduardo Botelho Barbosa             | | Dilma Rousseff                       | Abd al-Aziz Bouteflika |                  |